# モチヅキザラ
モチヅキザラ（Cyclotellina remies） はニッコウガイ科に属する 二枚貝の一種である。　

## 外観
殻は乳白色で円形に近く、重厚で比較的よく膨らみ、殻長は約8cmに達する。後角部は右殻側にねじれ、後角縁には左殻では浅い溝があり、右殻ではわずかに稜角が生じる。靱帯は細長く革質で、外在する。殻表には成長肋が顕著で、やや不規則に並ぶ。外套線は二重で湾入は深い。食用。

## 分布
奄美諸島から東インド洋、西太平洋にかけて分布。潮間帯から水深20mの砂底に生息する。